# Anna Abalkina
 (août 2025).
Anna Abalkina est une universitaire russe, chercheuse à l'université libre de Berlin. Elle étudie la corruption et la fraude scientifiques, notamment les usines à papier et les revues détournées. Elle fait partie des dix scientifiques de l'année 2024 d'après la revue Nature.

## Carrière universitaire
Abalkina étudie l'économie internationale à l'université des finances du gouvernement russe, puis obtient un doctorat sur les banques russes à l'université de Pérouse,. Elle travaille à l'université Louis-et-Maximilien de Munich, à la Banque mondiale, ainsi qu'à la Conférence des Nations unies sur le commerce et le développement avant de rejoindre l'Institut d'études est-européennes de l'université libre de Berlin en tant que chercheuse.
Abalkina étudie les pratiques frauduleuses dans l'édition universitaire,. Tout commence alors qu'elle travaille à la Financial University, lorsqu'elle découvre que deux de ses articles ont été plagiés par un étudiant d'une autre université. Après s'être plainte auprès de la revue concernée, l'étudiant auteur du plagiat n'est pas contraint à retirer les articles.
Depuis 2013, Abalkina travaille avec l'organisation Dissernet qui traque le plagiat dans les thèses et les articles publiés en Russie, et a identifié des milliers de faux diplômes dans des centaines d'institutions,.
En 2019, Abalkina identifie une usine à articles, l'International Publisher LLC, grâce à une publicité en ligne. Cette usine vend des paternités d'articles, identifiant plus de cent articles suspects dans 68 revues gérées par des éditeurs établis tels qu'Elsevier et Wiley,. Plus récemment, Abalkina a enquêté sur des revues détournées, une escroquerie reposant sur l'imitation du site d'une véritable revue scientifique. Elle montre alors que ces sites frauduleux, en plus d'être difficiles à faire fermer, contiennent plus d'articles plagiés que la moyenne.
Elle a créé un outil de vérification de revues piratée hébergé par Retraction Watch. En 2024 elle crée également un calendrier de l'avent pour aider tout un chacun à trouver les incohérences et divers problèmes des publications académiques.
Toutes ses ressources et publications sont disponibles en libre accès. Le travail d'Abalkina lui a valu d'être incluse dans une liste de surveillance des médias sociaux russes gérée par Roskomnadzor.

## Distinctions
- 2023 : Félicitations de la Society for the Improvement of Psychological Science avec sa co-autrice Dorothy Bishop pour l'article Paper mills: a novel form of publishing malpractice affecting psychology[9],[10]
- 2024 : Parmi les dix scientifiques de l'année[2]

## Publications
- (sv) Dorothy Bishop et Anna Abalkina, « Paper mills: a novel form of publishing malpractice affecting psychology », Meta-Psychology, vol. 7,‎ 6 décembre 2023 (ISSN 2003-2714, DOI 10.15626/MP.2022.3422).
- (en) Anna Abalkina, « Publication and collaboration anomalies in academic papers originating from a paper mill: Evidence from a Russia-based paper mill », Learned Publishing, Wiley, vol. 36, no 4,‎ 1er septembre 2023 (ISSN 0953-1513 et 1741-4857, DOI 10.1002/LEAP.1574, arXiv 2112.13322).
- (en) Anna Abalkina et Alexander Libman, « The real costs of plagiarism: Russian governors, plagiarized PhD theses, and infrastructure in Russian regions », Scientometrics, Springer Netherlands (d) et Springer Science+Business Media, vol. 125, no 3,‎ 24 octobre 2020, p. 2793-2820 (ISSN 0138-9130 et 1588-2861, OCLC 4846912, DOI 10.1007/S11192-020-03716-X).
- (en) Anna Abalkina, « Detecting a network of hijacked journals by its archive », Scientometrics, Springer Netherlands (d) et Springer Science+Business Media, vol. 126, no 8,‎ 21 juin 2021, p. 7123-7148 (ISSN 0138-9130 et 1588-2861, OCLC 4846912, DOI 10.1007/S11192-021-04056-0, arXiv 2101.01224).
- (en-US) Abalkina, « Guest Post - Unethical Practices in Research and Publishing: Evidence from Russia », The Scholarly Kitchen, 4 février 2021 (consulté le 22 décembre 2024)
- (en) « Challenges posed by hijacked journals in Scopus », Journal of the Association for Information Science and Technology, vol. 75, no 4,‎ 27 novembre 2023, p. 395-422 (DOI 10.1002/asi.24855, lire en ligne [PDF])
- (en) Anna Abalkina, Guillaume Cabanac, Cyril Labbé et Alexander Magazinov, « Improper legitimization of hijacked journals through citations », arXiv,‎ 10 septembre 2022 (DOI 10.48550/arXiv.2209.04703)